# Bymott
Bymott (Udea accolalis) är en fjärilsart som först beskrevs av Philipp Christoph Zeller 1867.  Bymott ingår i släktet Udea, och familjen mott. Enligt den finländska rödlistan är arten starkt hotad i Finland. Arten är reproducerande i Sverige. Artens livsmiljö är lundskogar.